# Dynamite (album Jermaine’a Jacksona)
Jermaine Jackson/Dynamite (w zależności od wydania funkcjonuje pod obiema nazwami) – album Jermaine'a Jacksona nagrywany w latach 1983–84. Do wydań europejskich dołączono duet z Pią Zadorą - When the Rain Begins to Fall jako ścieżka piąta (pierwsza na stronie B).

## Lista utworów
1. "Dynamite" (6:01) (Andy Golmark/Bruce Roberts)
2. "Sweetest Sweetest" (4:05) (E.Chase/A.Jacobsen/R.Lerner)
3. "Tell Me I'm Not Dreamin' (Too Good to Be True)" (Duet z Michaelem Jacksonem) (4:22) (Michael Omartian/Bruce Sudano/Jay Gruska)
4. "Escape From the Planet of the Ant Men" (Featuring Tito and Randy Jackson) (5:04) (John Freaman/David Batteau)
5. "Come to Me (One Way or Another)" (5:17) (Jermaine Jackson)
6. "Do What You Do" (4:46) (Ralph Larry Ditomaso)
7. "Take Good Care of My Heart" (Duet z Whitney Houston) (4:17) (Peter McCan/Steve Dorff)
8. "Some Things Are Private" (4:05) (Michael Omartian/Bruce Sudano)
9. "Oh Mother" (4:48) (Jermaine Jackson/Elliot Willensky)

## Single
- Do What You Do - 1984
- Dynamite - 1984
- Sweetest Sweetest - 1984
- Tell Me I'm Not Dreamin' (Too Good to Be True) - 1984

## Teledyski
- Do What You Do
- Dynamite
- Sweetest Sweetest